# Halodiplosis arthrophytumis
Halodiplosis arthrophytumis är en tvåvingeart som beskrevs av Fedotova 1992. Halodiplosis arthrophytumis ingår i släktet Halodiplosis och familjen gallmyggor.
Artens utbredningsområde är Kazakstan. Inga underarter finns listade i Catalogue of Life.